# 罗燕
罗燕（1957年—），出生于新疆维吾尔自治区乌鲁木齐市，中国大陆女影视演员。

## 生平
1977年恢复高考后，罗燕考入上海戏剧学院表演系。1982年毕业，被分配到上海人民艺术剧院当演员。1984年，因主演《女大学生宿舍》獲第8届大眾電影百花獎最佳女主角提名。1985年，因主演《红衣少女》获大眾電影百花獎最佳女配角提名。1986年，罗燕赴美留学，获波士顿大学艺术硕士学位。後來罗燕前往加州帕萨迪纳定居，之後又创立了银梦电影公司。2001年，《庭院里的女人》在中国上映，罗燕是該電影的编剧、制片和主演演員。